# Swartzia leiogyne
Swartzia leiogyne là một loài thực vật có hoa trong họ Đậu. Loài này được (Sandwith) Cowan miêu tả khoa học đầu tiên.